# 몬스터 스트라이크 더 무비
《몬스터 스트라이크 더 무비》(モンスターストライク THE MOVIE はじまりの場所へ, MONSTER STRIKE THE MOVIE)는 일본에서 제작된 에자키 신페이 감독의 2016년 애니메이션 영화이다. 사카모토 마아야 등이 주연으로 출연하였다. 2017년 4월 일본에서 DVD와 블루레이로 한정판과 함께 출시되었다.

## 출연

### 주연
- 사카모토 마아야/이승연
- 무라나카 토모/이정구
- 키무라 쥬리
- 카와니시 켄고/김승준
- 후쿠시마 준

### 조연
- 코바야시 유스케
- 미즈키 나나
- 야마데라 코이치
- 키타오오지 킨야